# Илија Митић
Илија Митић (Гркиња, код Гаџиног Хана, 19. јул 1940 — Сан Франциско, 2. септембар 2023) био је југословенски и српски фудбалер. Играо је за репрезентацију САД.

## Играчка каријера
Митић је играо у београдском Партизану почетком шездесетих година, као члан генерације „Партизанових беба”, када је та екипа освојила неколико титула у Првенству Југославије. За Партизан је дебитовао као осамнаестогодишњак, на позицији везног играча, и наступао пет сезона, од 1958. до 1963. године. Одиграо 45 такмичарских утакмица и постигао 3 гола: 36 првенствених са два гола, 7 утакмица у Купу са једним голом и 2 утакмице Митропа купа. Болест му је ограничила достизање пуног потенцијала, а након Партизана, играо је за ФК Бор и ОФК Београд. Играо је за млађе селекције Југославије и убележио два наступа, а касније се придружио ОФК Београду. У дресу „романтичара” са Карабурме је освојио Куп Југославије 1966. године.
У иностранству је био један од пионира популаризације фудбала у САД. У НАСЛ лиги је стекао статус култног играча, као први играч који је постигао 100 голова и био шести на листи стрелаца свих времена. Највећи траг је оставио у клубовима Далас торнадо и Сан Хозе ертквејкси, где је играо од 1973. до 1978. године, и завршио играчку каријеру. Такође је играо и у Оукланду. Наступао је још за француски Олимпик Марсељ и за холандске клубове Холанд спорт и Ден бош.
За фудбалску репрезентацију Сједињених Држава је играо један меч: 10. октобра 1973. у Сан Франциску против Пољске у пријатељској утакмици (пораз 0:1).

## Успеси
Партизан
- Првенство Југославије (3): 1961, 1962, 1963.

ОФК Београд
- Куп Југославије: 1966.